# Fritz Ullmann (Chemiker)
Fritz Ullmann (* 2. Juli 1875 in Fürth; † 17. März 1939 in Genf) war ein deutscher Chemiker.
Nach ihm ist die Ullmann-Kupplung benannt. Außerdem ist nach Carl Graebe und ihm die Graebe-Ullmann-Synthese benannt.
Ullmann studierte ab 1893 Chemie an der Universität Genf und wurde dort 1895 promoviert. Danach war er Assistent für organische Chemie und ab 1898 Privatdozent in Genf. Er lehrte von 1905 bis 1913 und von 1922 bis 1925 Technische Chemie an der Technischen Hochschule Berlin, erst als Privatdozent,  später als außerordentlicher Professor. 
1926 kehrte Ullmann nach Genf zurück und nahm die Schweizer Staatsbürgerschaft an.
Ullmann entdeckte mehrere wichtige präparative Synthesemethoden, wie zum Beispiel:
- Alkylierungen mit Dimethylsulfat (1900)[1]
- Synthese von Biarylen aus Arylhalogeniden mit feinverteiltem Kupfer als Katalysator (Ullmann-Kupplung) (1901)[1]
- Synthese von Diarylaminen (Jourdan-Ullmann-Reaktion)
- Synthese von Carbazolen (Graebe-Ullmann-Synthese)

Er gab 1914 bis 1922 die erste Auflage der Enzyklopädie der Technischen Chemie in 12 Bänden heraus, unter dem Namen Encyclopedia of Industrial Chemistry ein bis heute ständig aktualisiertes Standardwerk. Die wohl erste Privatassistentin arbeitete von 1905 bis etwa 1910 in seinem Laboratorium an der Hochschule, seine spätere Frau Irma Goldberg.